# Ivan Samonigg
Ivan Samonigg, * 20. december 1839, Šoštanj, †  12. januar 1915, Baden pri Dunaju, avstrijski oficir slovenskega rodu in reformator avstrijskega vojaškega šolstva. 

## Življenje
Ivan Samonigg se je rodil 20. decembra 1839 v Šoštanju, v takratnem Avstrijskem cesarstvu v trgovsko družino, kasneje pa se je skupaj z družino preselil v Gradec. 1859 se je udeležil Avstrijsko-Italijanske vojne, 1866 je služil kot oficir v Avstro-Pruski vojn, 1869 je bil kot stotnik poklican v vojno šolo na Dunaj za učitelja operativne generalštabne službe, 1873 je bil premeščen kot major v Trst, kjer je od 17. prešel k 79. (ličanskemu) pešpolku, 1876 je bil kot podpolkovnik poklican v generalni štab, napredoval 1880 za polkovnika in sodeloval 1881 ob preteči vojni z Rusijo pri novem mobilizacijskem načrtu in takratnih vojnih reformah. 
Kot generalni major in brigadir je deloval v Krakovu 1884, kasneje se je potegoval za ustanovitev nemških šol za oficirske otroke po večjih garnizijah, čemur je bil vojni minister Wiljem Friderik von Bylandt naklonjen, Edvard Taffe pa je temu nasprotoval. Kot podmaršal in divizionar v Olomucu je bil 1893 poklican v vojno ministrstvo na Dunaj in 1895 imenovan za generalnega inšpektorja vseh vojaških šol, kjer je skušal spraviti kadetnice na stopnjo civilnih srednjih šol in uvedel obvezno maturo. Ne ozirajoč se na stare tradicije, je izvajal svoje reforme, odstavljal in premeščal učitelje raznih vojaških šol, kar mu je nakopalo mnogo nasprotnikov. Na lastno prošnjo je bil 1898 z naslovom feldcajgmojstra upokojen, živel v Gradcu in se ukvarjal z domačo in krajevno zgodovino, 1909 pa se preselil v Baden pri Dunaju, kjer je umrl 12. januarja 1915.